# Simfonia núm. 8 (Dvořák)
La Simfonia núm. 8 en sol major, op. 88, B. 163, va ser composta per Antonín Dvořák el 1889 a Vysoká u Příbramě, Bohèmia, amb motiu de la seva elecció a l'Acadèmia de la Ciència, la Literatura i les Arts de Bohèmia. Dvořák va dirigir l'estrena a Praga el 2 de febrer de 1890. En contrast amb altres simfonies tant del compositor com de l'època, la música és alegre i optimista. Es va publicar originalment com a Simfonia núm. 4.

## Història

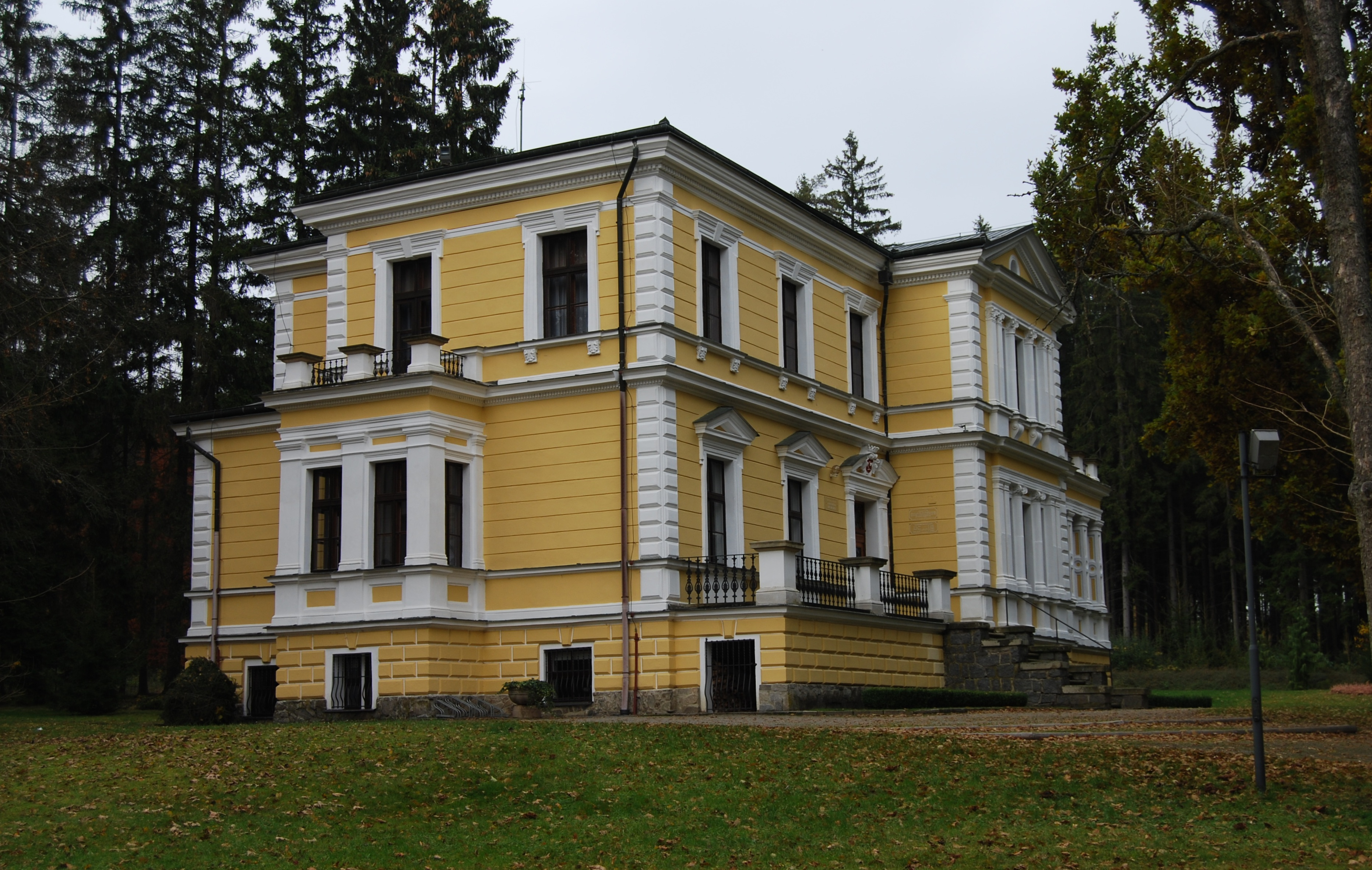
La residència d'estiu de Dvořák, on va compondre la simfonia

Dvořák va compondre la simfonia durant el període de dos mesos i mig del 26 d'agost al 8 de novembre de 1889 al seu lloc d'estiueig a Vysoká u Příbramě, Bohèmia. Ho va fer amb motiu del seu ingrés a l'Acadèmia de Praga i dedicada "A l'Acadèmia de Bohèmia de l'emperador Franz Joseph per al foment de les arts i la literatura, en agraïment per la meva elecció". El mateix Dvořák va dirigir l'estrena a Praga el 2 de febrer de 1890.
Dvořák va intentar aconseguir una diferència marcada amb la seva Simfonia núm. 7, una obra romàntica i tempestuosa. La Vuitena seria: "diferent de les altres simfonies, amb pensaments individuals treballats d'una manera nova". És alegre i lírica i s'inspira més en la música popular bohèmia que Dvořák estimava.

## Estructura i partitura
Dvořák va mantenir el format típic d'una simfonia en quatre moviments, però els va estructurar d'una manera inusual. Tots els moviments mostren una notable varietat de temes, molts d'ells basats en material bohemi. De tant en tant el desenvolupament dels temes sembla una improvisació.
1. Allegro con brio (sol menor → sol major)
2. Adagio (mi bemoll major → do menor → do major)
3. Allegretto grazioso — Molto vivace (sol menor → trio i coda in sol major)
4. Allegro ma non troppo (sol major)

L'obra està escrita per a 2 flautes (2n doblant flautí), 2 oboès (1r doblant corn anglès), 2 clarinets (en la i si ♭), 2 fagots, 4 trompes, 2 trompetes, 3 trombons, tuba, timbales i cordes.
L'orquestració del flautí i el corn anglès és inusual en aquesta simfonia. El flautí només sosté una nota llarga a l'uníson amb la flauta a l'exposició del primer moviment i el corn anglès només toca una frase curta, però exposada durant la segona recapitulació del tema principal "crida d'ocells", també en el primer moviment. En algunes edicions, el segon oboè es dobla amb el corn anglès en lloc del primer oboè, com s'indica a la majoria de partitures.
Una interpretació típica de la simfonia dura uns 36 minuts, la qual cosa la converteix en una de les simfonies més curtes de Dvořák.

### Primer moviment
El primer moviment és una exposició potent i brillant caracteritzada per l'ús liberal dels timbals. S'obre amb un tema líric en sol menor als violoncels, trompes, clarinets i primer fagot amb trombons que toquen acompanyament de pianissimo, i violes i contrabaix en pizzicato. Això dona pas a una melodia de flauta de "crida d'ocell", arribant a la tonalitat de sol major de la simfonia. Escrivint sobre una actuació de l'⁣Orquestra Simfònica Nacional, Peter Laki assenyala que la secció de desenvolupament «és com una gran tempesta». A la recapitulació, el segon tema principal és interpretat per la trompa anglesa, dues octaves més baixa que a l'exposició. El moviment acaba amb una «coda curta però molt enèrgica».

### Segon moviment
Tot i estar marcat en Adagio, el segon moviment avança a una velocitat força raonable. Comença amb les cordes tocant el tema principal del moviment i acaba molt suaument, segueix un moviment similar amb els oboès i les flautes; responen els clarinets, i aquesta conversa continua, inclosa una forta interjecció de les cordes. El diàleg entre els instruments de vent s'apaga i fa que el tema sigui enunciat per la primera flauta i l'oboè, sobre els clarinets lleugers, fagots i primera trompa, amb escales en do major descendents als violins, violes i violoncels en pizzicato i suaus corxeres als baixos. Una afirmació similar del tema es fa ressò per un solo de violí, que acaba amb alegres parades dobles. Aleshores, l'orquestra interpreta una variant del tema amb valentia. Gran part del moviment és el desenvolupament d'aquest mateix tema. Similar a la Simfonia Pastoral de Beethoven, la música s'inspira en els paisatges tranquils d'un dia d'estiu, interromput per una tempesta.

### Tercer moviment
La major part del tercer moviment és un vals melangiós en un compàs de 3/8. A prop del final, el comptador canvia a 2/4, i la música acaba d'una manera no diferent de la del segon moviment. Les primeres notes de la secció Trio (sol major) s'utilitzen a la Coda en 2/4. El moviment no és el típic minuet o scherzo, sinó un "intermezzo" semblant als tercers moviments de la Primera i Segona Simfonia de Brahms. En contrast amb el «vals dolç i lànguid» del primer tema, el segon, «funcionant com un 'trio', sona més com una dansa popular bohèmia».

### Quart moviment
El Finale, amb forma de «tema i variacions complexes», és el moviment més turbulent. Comença amb una fanfàrria de les trompetes. El director Rafael Kubelík va dir en un assaig: «A Bohèmia les trompetes mai criden a la batalla, sempre criden al ball!». La música avança cap a una bella melodia interpretada primer pels violoncels. Es va construint una tensió magistralment que finalment s'allibera al cap d'uns dos minuts, amb una cascada d'instruments que toquen triomfant el tema inicial a un ritme una mica més ràpid. Del tema principal es deriva un episodi central contrastat. A partir d'aquí, el moviment avança de manera convincent per una secció mitjana tempestuosa, modulant de major a menor diverses vegades. Després d'un retorn a la secció lenta i lírica, la peça acaba amb una coda cromàtica, en la qual els metalls i els timbals destaquen molt. Laki resumeix: «l'aplicació de la forma de Dvorák està en deute amb Beethoven i Brahms, però va omplir el formulari amb melodies d'un sabor inconfusiblement txec i una jovialitat que pocs compositors posseïen en aquell moment. Les variacions varien molt en caràcter: algunes són més lentes i altres més ràpides en el tempo, algunes són suaus (com la virtuosa per a flauta solista), i algunes són sorolloses; la majoria estan en la modalitat major, encara que la central, que recorda a una banda de poble, és en menor. La música sempre és alegre i optimista».

## Representacionss i publicacions

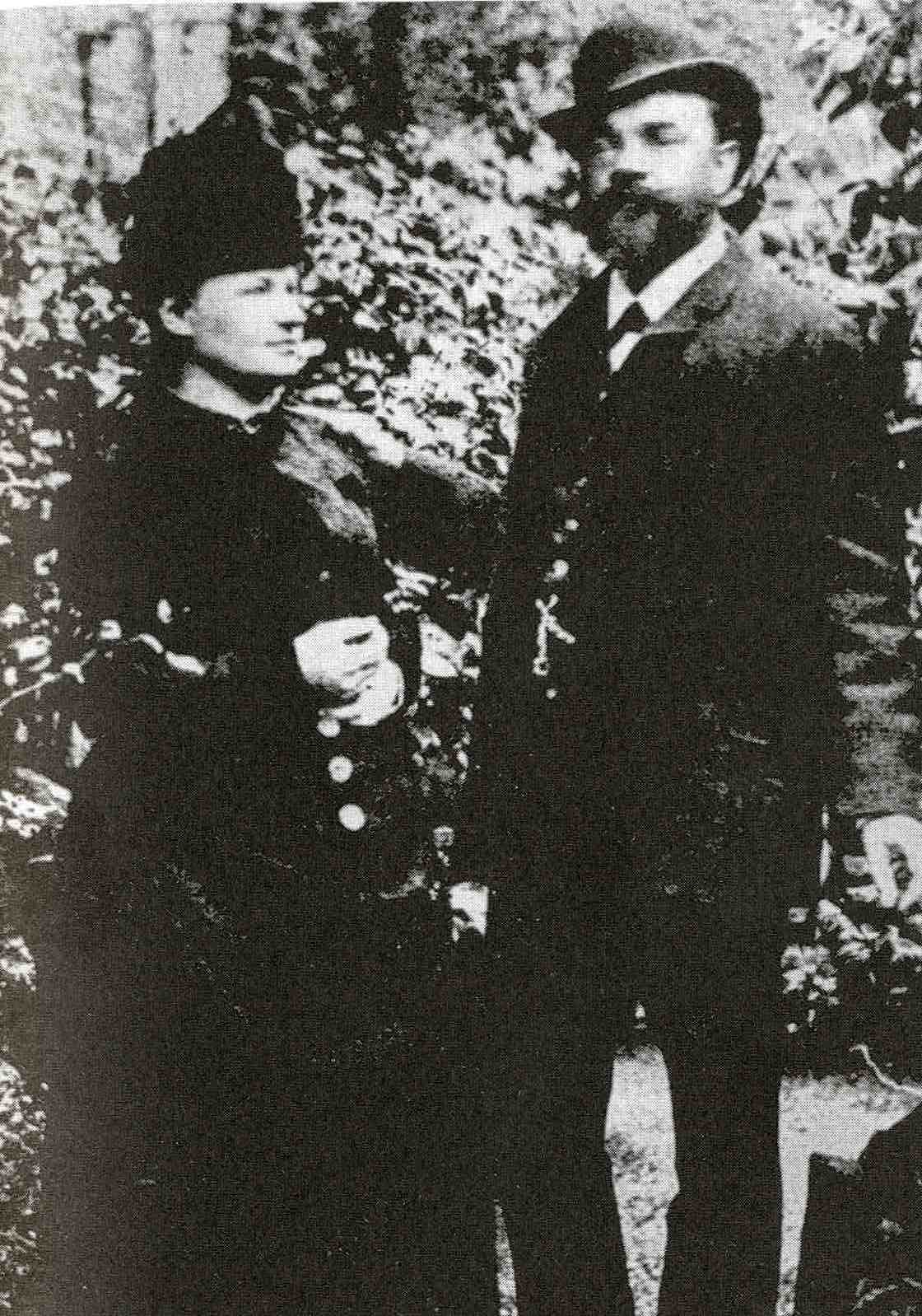
El compositor amb la seva dona Anna a Londres, 1886

El compositor va dirigir l'orquestra del Teatre Nacional de Praga en l'estrena del 2 de febrer de 1890, com a part del concert 13. Populäres Konzert der Künstlerressource (13è concert popular dels recursos d'artistes). Després de l'èxit de l'estrena, va tornar a dirigir la simfonia el 7 de novembre de 1890 al Museumskonzert de Frankfurt i l'any següent a Cambridge, la nit abans de ser guardonat amb un doctorat honoris causa. La simfonia va ser interpretada diverses vegades per la Royal Philharmonic Society durant el seu sisè viatge al Regne Unit.
Hans Richter va dirigir les primeres actuacions a Viena i Londres. Després del concert de Viena, va escriure al compositor: «Hauries gaudit molt d'aquesta actuació. Tots vam sentir que és una gran feina, per tant, tots vam estar entusiasmats. […] Els aplaudiments van ser càlids i cordials».
Dvořák va fer que l'empresa londinenca de Vincent Novello publiqués la simfonia el 1890, pels desacords amb el seu editor habitual Fritz Simrock, que estava més interessat en obres més curtes i més generadores de diners. Simrock volia publicar els títols del moviment i el nom del compositor en alemany, cosa que Dvořák va rebutjar com a "orgullós bohemi". Pel país de la seva primera publicació, ocasionalment s'ha conegut aquesta simfonia com la simfonia "anglesa", encara que «seria més correcte anomenar-la 'txeca', almenys en comparació amb la seva predecessora en re menor que es va inspirar més en Brahms».